# Chasmina sericea
Chasmina sericea är en fjärilsart som beskrevs av George Francis Hampson 1893. Chasmina sericea ingår i släktet Chasmina och familjen nattflyn. Inga underarter finns listade i Catalogue of Life.